# The Used

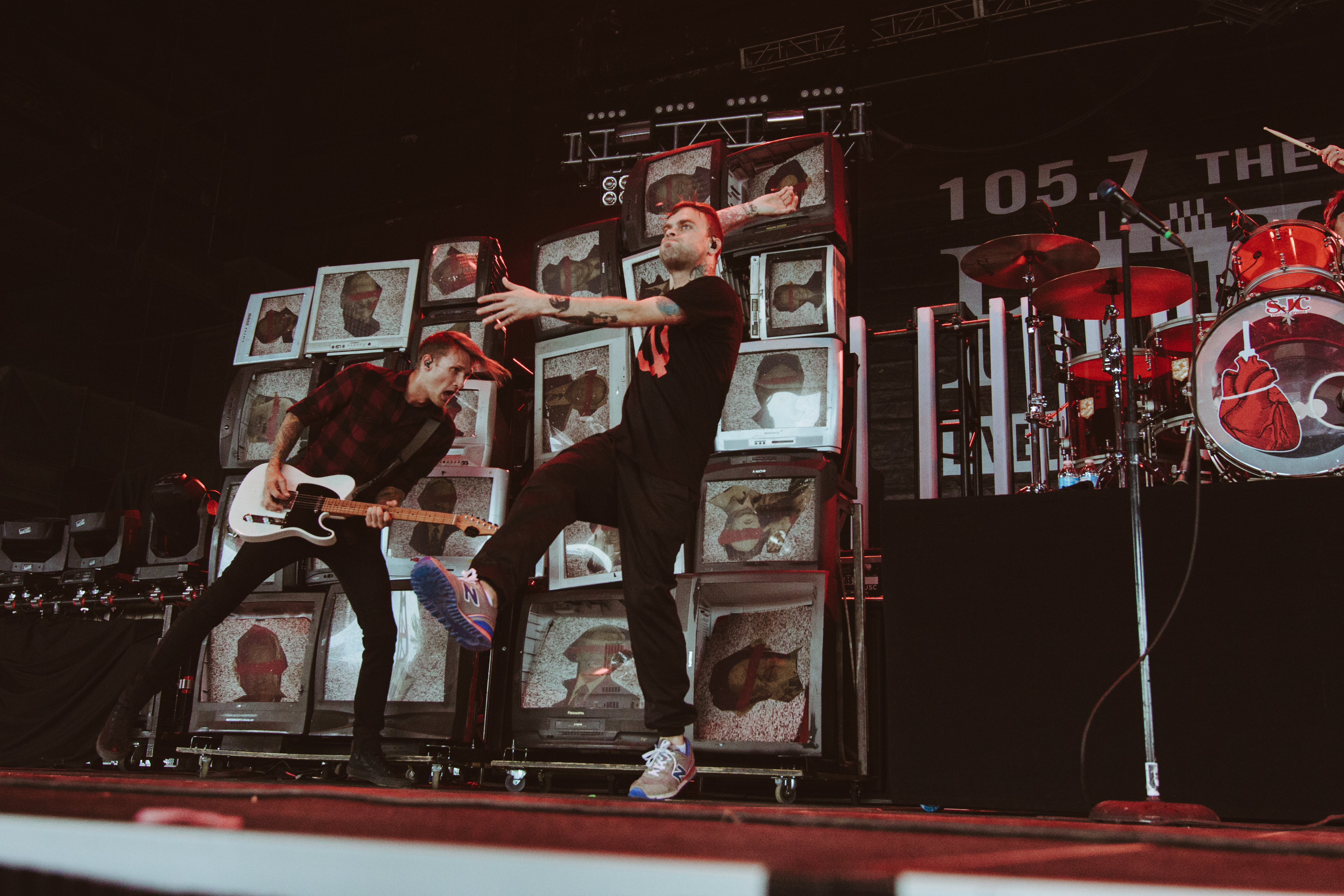
Justin Shekoski & Bert McCracken 2015

The Used es una banda de rock alternativo, originada en Orem, Utah, Estados Unidos, formada en enero del 2001. La primera alineación contó con Bert McCracken (voz), Jeph Howard (bajo), Quinn Allman (guitarra) y Branden Steineckert (batería). Actualmente está integrada por McCracken, Howard, Dan Whitesides y Joey Bradford.
La banda ganó éxito con su primer álbum homónimo, lanzado en junio de 2002. En septiembre del 2004, apareció su segundo álbum, In Love and Death. Luego de varias giras y descansos, y la salida de Steineckert Lies for the Liars fue publicado en mayo de 2007, estos tres anteriores producidos por el amigo de la banda John Feldmann. Su cuarto álbum, Artwork, fue lanzado en agosto de 2009, y es el primero con el baterista Dan Whitesides. En el 2010, la banda comenzó a trabajar en lo que será su quinto álbum de estudio, Vulnerable, el que fue lanzado por Hopeless Records, el 27 de marzo de 2012. Seguido por Imaginary Enemy (2014) y The Canyon (2017), este siendo el único álbum con Justin Shekoski como guitarrista. Su octavo álbum, Heartwork fue lanzado en abril de 2020, por el sello Big Noise.
The Used ha tenido gran éxito comercial, con álbumes certificados con oro y platino por la RIAA, y vendiendo –hasta 2008– más de tres millones de álbumes alrededor del mundo.

## Historia

### Inicios yDemos from the Basement(2001)
Branden Steineckert, Quinn Allman y Jeph Howard habían participado en diversas bandas alrededor de los 90. La banda comenzó audiciones para un vocalista en casa de Steineckert, lo que fue un fracaso, Allman contactó a Bert McCracken, de la escuela, y lo llamó para ver si estaba interesado en probar. McCracken se reunió con los demás miembros y le gustó la música que escribió, al paso de que McCracken pasó a ser vocalista, la banda pasó a llamarse Used. 
Alrededor del 2001, la banda grabó su primera maqueta, Demos From The Basement. Steineckert envió el demo al productor John Feldmann. Después de que el productor escucha el demo de A Box Full of Sharp Objects, Jhon declaró que Used tiene algo que ningún otra banda tiene y que podría cambiar lo que está pasando en el mundo de la música. Este, contactó a varios ejecutivos para tratar de conseguir que firmen, sin embargo, los primeros no estaban interesados. Finalmente, un mayor número de personas se apoderan del demo y algunas discográficas estaban ansiosos por firmar, y se decidió a firmar con Reprise Records en 2002.

### The UsedyMaybe Memories(2002–2003)
En 2002, se descubrió que una banda de Boston se llamaba Used, por lo que decidió añadir The a su nombre, convirtiéndose así en The Used. Su auto-titulado álbum debut, The Used, fue puesto en libertad el 25 de junio de 2002. El álbum recibió comentarios mixtos. Se presentaron 4 singles: A Box Full of Sharp Objects, The Taste of Ink, Buried Myself Alive y Blue and Yellow, con los tres últimos entran en los charts. El álbum ganó desde platino y la banda participa en el Warped Tour, Ozzfest y en el Projekt Revolution, así como en el tour de la banda Box Car Racer. También se habla de que Bert McCracken tenía una relación en ese entonces con Kelly Osbourne, actualmente a Bert no le gusta hablar de ello y ha dicho que está enfermo de preguntas sobre ello. 
En julio de 2003, la banda lanza el CD/DVD Maybe Memories, el cual contiene presentaciones en vivo, demos y canciones inéditas, además de contar con la participación de Kelly Osbourne. El DVD aparece la historia de la banda y parte de un concierto en vivo. Esta versión ganó disco de platino.

### In Love and Deathy salida de Steineckert (2004–2006)
En 2004, la exnovia del cantante Bert McCracken murió de una sobredosis de drogas. En esos mismos días, su perro murió tras ser alcanzado por un camión. Su segundo álbum de estudio fue nombrado In Love and Death (En Amor y Muerte), una referencia a las tragedias que se seguían de Bert en el momento. La canción It's Hard to Say fue compuesta por Bert, inspirada en la novia fallecida de Bert. El álbum recibió comentarios mixtos y generó 4 singles: Take It Away, All That I've Got (que les ganó su primera nominación MuchMusic Video Award), I Caught Fire (In your Eyes) y Under Pressure, creada por David Bowie y Queen, es una versión realizado con My Chemical Romance, la canción fue usada para recaudar fondos para las víctimas del Tsunami en Asia del 26 de diciembre de 2004.
El álbum fue multiplatino. La canción I'm a Fake fue escrita por Bert, ya que cuando terminó con su exnovia Alice (vocalista de una banda americana/mexicana), según por lo que Bert dijo en la entrevista La canción la escribo porque mi ex-novia, cuando terminamos me dio entender que soy un falso porque me he acostado con muchas.... Luego de terminar la entrevista Bert aclaró que algunas canciones de Lies For The Liars estaban dedicadas especialmente para ella, como Paralyzed y se cree que Find a Way.
Luego de terminar la gira del álbum, The Used se tomó unos 7 meses fuera para descansar y trabajar en su tercer álbum de estudio. A lo largo del verano de 2006 se rumereó que Branden ya no era un miembro del grupo. Esto causó mucha confusión y preocupación a muchos fanes preguntándose si esto era cierto o no. Luego, el 12 de septiembre de 2006, se anunció que Branden ya no era el baterista de The Used. La banda expresó que se le debía una gran cantidad de gratitud por toda su ardua labor a lo largo de 12 años. De todas formas, que le desea lo mejor para sus proyectos futuros. The Used ha tratado de anunciar esta fue una salida común, sin embargo, Branden ha publicado blogs en su MySpace explicando que había sido expulsado de la banda. A finales de 2006, se anunció el baterista Dean Butterworth sustituiría a Steineckert temporalmente. Branden desde entonces se ha sumado a Rancid sustituyendo al antiguo baterista Brett Reed.

### BerthyLies for the Liars(2007)
El 6 de febrero de 2007, The Used lanzó su segundo CD/DVD Berth, que incluía un concierto en vivo completo en el Taste of Chaos 2005, de gira en Vancouver. También dio una vista previa a Lies For The Liars (Mentiras para los mentirosos).
The Used ha pasado la primera parte de 2007 en la gira Taste of Chaos, antes de lanzar su tercer álbum, Lies for the Liars, el que se lanzó el 22 de mayo de 2007. En junio, The Used se nominó al MuchMusic Video Awards por primera vez en la historia, y también recibió su segunda nominación a Video de Mejor Grupo Internacional, por The Bird and the Worm. The Used fue invitado a estar en el Warped Tour 2007, en junio y julio, pero tuvieron que cancelarlo porque Bert necesaria la cirugía para eliminar un nodo de sus cuerdas vocales. Después de Bert se hubiera recuperado, en agosto, tocaron en los festivales de Reading y Leeds y salieron de gira por los Estados Unidos en septiembre. Lies For The Liars había vendido 41.090 ejemplares a mediados de septiembre de 2007, y hubo cuatro singles en libertad: The Bird and the Worm, Liar Liar (Burn in Hell), Pretty Handsome Awkward y Paralyzed (este último lanzado solo para Australia). Dan Whitesides es el nuevo baterista, Dean Butterworth de Good Charlotte grabó las baterías de este álbum. Esta fue la sesión de grabación más larga entre todos los álbumes de The Used ya que les llevó más de seis meses de grabación. Lies For The Liars recibió variados comentarios y tiene 8 B-sides.
The Used en el año 2007 decidió dar una gira por Latinoamérica, pasando por Chile, Brasil y México. Sus conciertos llenaron en cada ciudad en donde se presentaron, haciendo furor entre los fanes. Los integrantes de The Used pueden decir que su gira resultó todo un éxito.

### Shallow Believer(2008)
El 19 de febrero de 2008, The Used publicó el EP llamado Shallow Believer (Creyente superficial), en todas las tiendas de música digital. El EP contiene b-sides de sus primeros 3 discos, en su mayoría de Lies For The Liars. The Used anunció que estaban trabajando en su cuarto álbum de estudio, y declararon en su MySpace que tienen alrededor de 13 canciones, las ideas y el proceso de la escritura y la grabación va muy bien. Participaron en el Get a Life Tour, de abril a mayo.

### Artwork(2009–2010)
The Used estuvo trabajando en el 2008 en su cuarto álbum de estudio, el cual es producido por Matt Squire (Panic! at the Disco, Boys Like Girls, entre otros), siendo éste su primer álbum que no es producido por John Feldmann. La banda tomó esta decisión porque querían que su nuevo álbum fuese diferente a todos los otros que han hecho en el pasado. Es también su primer disco con Dan Whitesides como baterista desde que se unió a la banda en 2007. El 31 de agosto se lanzó Artwork —en español: Ilustraciones— y se dio a conocer junto con un DVD, no mucho después de su lanzamiento. La banda hizo un cover de la canción Burning down the House del grupo Talking Heads que estuvo incluido en el álbum de covers-tributos Covered, A Revolution in Sound producido por la compañía Warner Bros. Records para conmemorar su 50 aniversario como sello discográfico, también estuvo incluido en la banda sonora Transformers: Revenge of the Fallen – The Album de la película del 2009 Transformers: la venganza de los caídos. 
Del álbum se han extraído tres sencillos «Blood on My Hands» que logró entrar a la lista de Billboard Alternative Songs, Mainstream Rock Tracks y Rock Songs en las posiciones n.º 27, n.º 36 y n.º 38 respectivamente, los otros dos sencillos fueron «Empty with You» y «Born to Quit».

### Vulnerable(2010–2013)
El 2 de marzo de 2010, la banda anunció en su página oficial que lanzaron dos EP (The Bird & The Worm EP y Untlited B-Sides EP) a la venta exclusivamente por I-Tunes.
El 11 de marzo de 2010 se anunció que comenzarían una gira por Estados Unidos junto a Chiodos y New Medicine. El tour comenzó el 13 de abril.
A inicios de mayo un comunicado en su sitio oficial informó:

Es con un gran lamento que hemos sido forzados a cancerlas nuestros próximos conciertos en Europa, Reino Unido y Rusia, debido a situaciones impredecibles que dieron resultado en una separación con nuestro equipo de dirección. Nos disculpamos profundamente por los fans que estaban planeando ver nuestros shows. Reprogramaremos estos conciertos lo más pronto posible. Mientras tanto, necesitamos comenzar a escribir y a grabar nuestro próximo álbum. Tenemos en mente volver con un nuevo álbum y nuevas fechas para el tour.

Explicando que tuvieron que suspender algunos conciertos en Europa, Reino Unido y Rusia, pero los van a reprogramar tan pronto como sea posible y que mientras tanto, han comenzado a escribir y grabar demos con las esperanzas de traer un nuevo álbum a inicios de 2012 posiblemente.
En una entrevista con Smartpunk.com, el baterista Dan Whitesides reveló que el grupo se separó de Reprise Records (bromeando sobre "despedirlos") y que actualmente se encuentran buscando por una compañía discográfica; aunque mencionó que consideraban la posibilidad de no firmar con ninguna compañía para la publicación de su quinto álbum. También anunció que The Used se encuentran con un nuevo equipo (refiriéndose a ellos como 'Keith y John'). El grupo dio a entender que se encuentran actualmente en la residencia de John Feldmann produciendo las canciones que corresponden a su quinto álbum.
The Used ha anunciado que su nuevo álbum debería publicarse en febrero de 2012 y fue producido bajo su propio sello discográfico (que ellos mismos han creado). En una entrevista del primer viaje a Sudáfrica del grupo, Bert McCracken confirmó que el nombre del nuevo álbum será Vulnerable y será el primer álbum lanzado bajo su propio sello discográfico (Anger Music Group). Este fue publicado el 27 de marzo.
En junio de 2013, The Used anunció su nuevo EP: The Ocean of the Sky, este fue estrenado al mes siguiente.

### Imaginary Enemyy salida de Allman (2014–2015)
A mediados de enero de 2014, la banda reveló su sexto álbum de estudio, Imaginary Enemy. Fue lanzado el 1 de abril de 2014 a través de su sello GAS Union. El álbum fue muy influenciado por la hija de McCracken.
A principios de febrero de 2015, se anunció que el guitarrista Quinn Allman se separó de la banda durante un paréntesis de un año. El guitarrista de Saosin, Justin Shekoski, se convirtió en su reemplazo como miembro de gira para giras posteriores a partir de febrero de 2015. The Used recorrió el Reino Unido en febrero de 2015 con el apoyo de The Landscapes. El 19 de noviembre de 2015, The Used anunció que Allman se separó de la banda permanentemente y que el miembro de gira Shekoski fue bienvenido como su reemplazo permanente. Sin embargo, Allman más tarde reveló que tenía la intención de regresar a la banda para la gira de aniversario, y su salida fue una decisión unilateral de la banda, que conoció a través del anuncio de Facebook de la banda.

### Gira de aniversario de 15 años yThe Canyon(2016–2018)
La banda lanzó un álbum en vivo, Live & Acoustic at the Palace, en abril de 2016. Fue grabado en un espectáculo el 11 de octubre de 2015 en el Palacio de Los Ángeles. Es el primer lanzamiento sin el guitarrista Quinn Allman, y el primero en presentar al nuevo guitarrista Justin Shekoski. The Used pasó todo el 2016 recorriendo Europa, América del Norte y Australia para celebrar su 15 aniversario. En cada ciudad, tocaron 2 shows en 2 noches, con su álbum homónimo en la primera noche, e In Love and Death en la segunda noche.
The Used ingresó al estudio para grabar un nuevo álbum en marzo y pasó 5 meses trabajando en él hasta que terminaron en julio, trabajando con el productor Ross Robinson , que previamente trabajó con bandas como Korn y At the Drive-In. Su séptimo álbum de estudio titulado The Canyon fue lanzado el 27 de octubre de 2017, con un video de la canción "Over and Over Again" que se lanzó antes del lanzamiento del álbum.
En marzo de 2018, The Used eliminó a Justin Shekoski de la sección de miembros de su banda en Facebook y lo editó fuera de sus fotos promocionales. A fines de abril de 2018, Joey Bradford, de la banda Hell o Highwater, apareció en videos de la banda practicando para las próximas fechas de la gira.

### Heartwork(2019–2021)
The Used lanzó un EP de vinilo limitado titulado Live from Maida Vale en Record Store Day 2019. Consiste en 4 canciones grabadas en vivo en la radio de la BBC en Londres, Reino Unido en septiembre de 2018, e incluye una versión de Shadow of the Day de Linkin Park, entrelazada con el coro de With or Without You de U2, y otro de Smells Like Teen Spirit de Nirvana. También es el primer lanzamiento que presenta al nuevo miembro Joey Bradford en guitarra. Bert dijo en una entrevista en diciembre de 2018 que la banda planea grabar su octavo álbum de estudio y lanzarlo a fines de 2019.
The Used también está encabezando la primera gira anual de Rockstar Energy Disrupt, un viaje que pretende llenar el vacío dejado por el cambio de concepto del Warped Tour. The Used grabó un par de canciones para su próximo álbum (que está siendo producido por John Feldmann nuevamente) antes de la gira, terminando sus sesiones al término de esta.
El primer sencillo y video musical del próximo álbum, "Blow Me", fue lanzado el 6 de diciembre. Además del nuevo álbum, la banda planea lanzar otro álbum porque grabaron alrededor de 27 canciones durante la sesión de grabación. Un segundo sencillo y el video "Paradise Lost, a poem by John Milton" fue lanzado el 7 de febrero. Heartwork fue lanzado el 24 de abril de 2020 por Big Noise, obteniendo críticas favorables.
Un año y medio después, el 10 de septiembre de 2021, la banda lanzó una versión de lujo de Heartwork con 11 canciones lados-b grabadas durante la sesión.

### Toxic Positivity(2022–presente)
En octubre de 2021, la banda grabó 11 canciones en 11 días para su próximo álbum. El sencillo "Fuck You" se lanzó el 21 de octubre de 2022. Otro sencillo, "People Are Vomit", se lanzó el 17 de febrero de 2023. El sencillo principal del álbum, "Numb", se lanzó el 20 de abril de 2023. "Giving Up" fue lanzado como segundo sencillo el 17 de mayo de 2023. El álbum Toxic Positivity fue lanzado el 19 de mayo de 2023.

## Estilo musical e influencia
El género musical de la banda ha sido descrito como emo, post-hardcore, rock alternativo, pop-punk, y punk rock, con fuertes influencias de hard rock, heavy metal, metal alternativo, metalcore, y post-grunge.
Sobre el sonido de su cuarto álbum, Artwork, McCracken lo describió como gross pop (pop duro). Allman dijo: "Va a ser muy crudo. Creo que de muchas de las cosas, es mucho más poético y lírico, y el sonido es más retro y la crudeza tiene menos producción".
McCracken ha declarado que no le gustan las etiquetas emo o screamo, y que son simplemente una banda de rock. The Used es considerado como icono de la segunda generación del screamo, a esto, McCracken declaró: "El screamo es simplemente un término de las compañías discográficas para vender discos y las tiendas de discos para categorizarlos."
Algunas de las inspiraciones del cuarteto incluyen a Jawbox, Fugazi, Nirvana, Jimmy Eat World, Hot Water Music, Goldfinger, Refused, Botch, Glassjaw, Ink & Dagger, The Get Up Kids, Sunny Day Real Estate, Texas is the Reason, y Converge.
Han sido comparados con contemporáneos como Fall Out Boy o My Chemical Romance. Bandas como Escape the Fate, Crown the Empire, A Static Lullaby, y One Ok Rock han citado a The Used como influencia.

## Integrantes
| Miembros actuales - Bert McCracken: voz, teclados, piano (2001–presente) - Jeph Howard: bajo, coros (2001–presente) - Dan Whitesides: batería, percusión, coros (2006–presente) - Joey Bradford: guitarras, coros (2018–presente) | Miembros anteriores - Branden Steineckert: batería, percusión, coros (2001–2006; invitado en 2012) - Quinn Allman: guitarras, coros (2001–2015) - Justin Shekoski: guitarras, teclados, piano, coros (2015–2018) Miembros temporales - Greg Buster: guitarras, coros (2002–2003) |

Línea del tiempo

## Discografía
Álbumes de estudio
- 2002: The Used
- 2004: In Love and Death
- 2007: Lies for the Liars
- 2009: Artwork
- 2012: Vulnerable
- 2014: Imaginary Enemy
- 2017: The Canyon
- 2020: Heartwork
- 2023: Toxic Positivity

EPs
- 2003: Maybe Memories
- 2008: Shallow Believer
- 2013: The Ocean Of The Sky
- 2024: Medz

Reediciones de álbumes
- 2004: In Love and Death (Instrumental Version)
- 2009: Artwork (Deluxe Edition)
- 2012: Vulnerable (Deluxe Edition)
- 2013: Vulneable II
- 2021: Heartwork (Deluxe)

Álbumes en vivo
- 2007: Berth
- 2012: Rdio Presents Vulnerable Release Show
- 2016: Live and Acoustic at the Place
- 2019: The Used Live From Maida Vale